# 4 Walls
Albums de f(x)
SUMMER SPECIAL Pinocchio / Hot Summer
(2015)
Singles
1. 4 Walls
Sortie : 27 octobre 2015[1]

4 Walls est le quatrième album studio du girl group sud-coréen f(x), publié le 27 octobre 2015 par SM Entertainment. Il s'agit de la première publication du groupe en tant que quatuor à la suite du départ de Sulli, le 7 août 2015,.

## Contexte et sortie

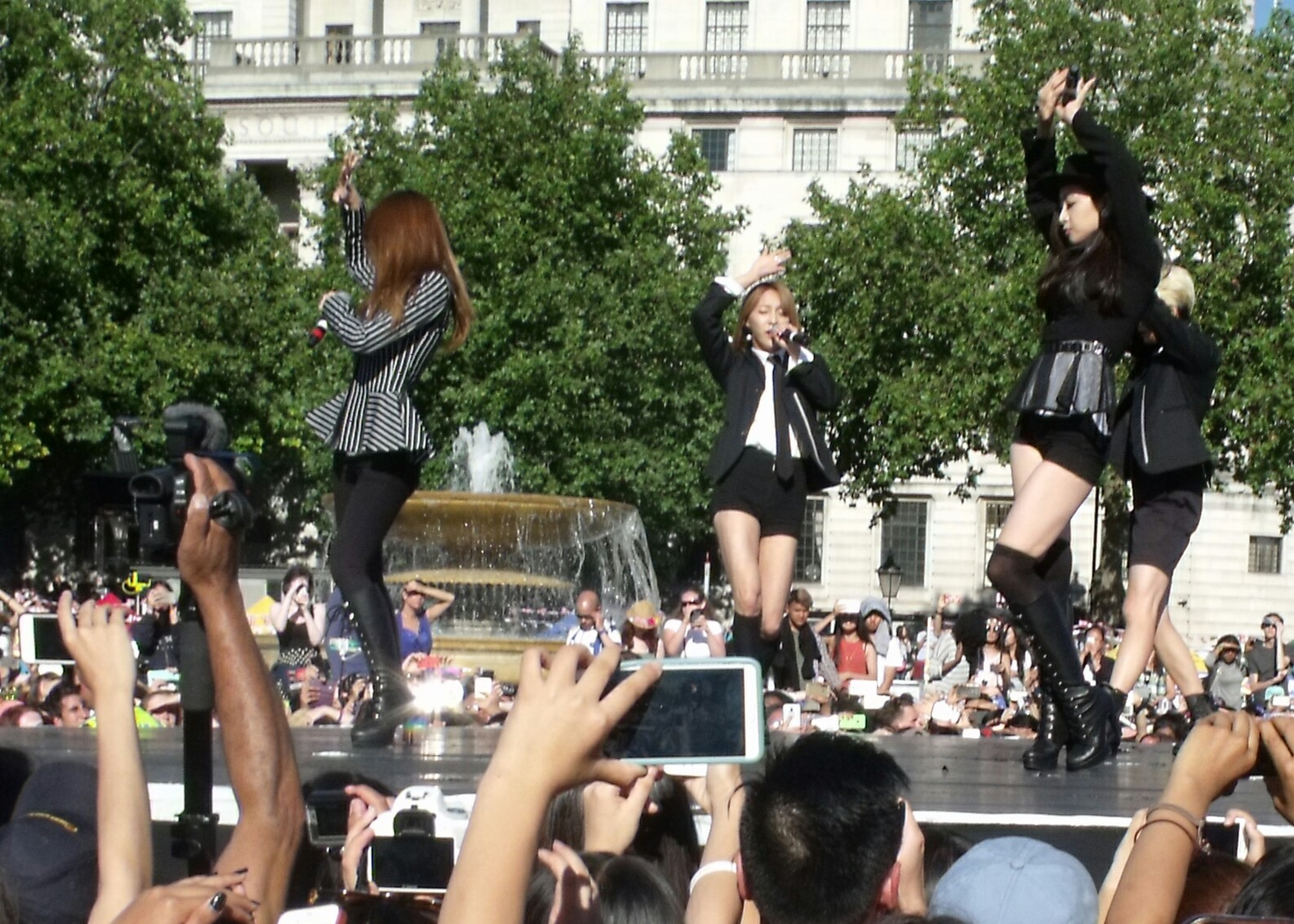
F(x) performant officiellement en tant que quatuor pour la première fois au cours du 2015 London Korean Festival : Imagine Your Korea, le 9 août 2015.

### Départ de Sulli
Après une année de pause, il a été annoncé, le 7 août 2015, que Sulli avait officiellement quitté le groupe afin de se concentrer sur sa carrière d'actrice, et que le groupe continuera en tant que quatuor, la SM continuant à gérer les activités de Sulli,.
Le 9 août, deux jours après, Victoria, Krystal, Amber et Luna ont tenu leur première performance officielle en tant que groupe à quatre membres au 2015 London Korean Festival: Imagine Your Korea, donnant une représentation gratuite à Trafalgar Square pour célébrer l'évènement,,, devant 35 000 personnes.

### Comeback à quatre
Le 13 août, la SM Entertainment confirme que les f(x) préparent leur quatrième album studio (et premier en tant que quatuor), avec une date de sortie prévue pour septembre.
Le 1er septembre, il a été annoncé que les membres des f(x) ne commenceront le tournage de leur nouveau clip que le 11 septembre. La recherche d'un lieu de tournage et autres préparations détaillées étaient en cours. Un représentant de la SM rapporte que « La période de comeback exacte n'a pas été confirmée. Mais que f(x) va commencer la promotion d'un nouvel album au cours de cette année. »
Le 9 septembre, la SM Entertainment a confirmé que le groupe fera son retour en octobre en déclarant: "F(x) se prépare et vise un comeback en octobre",. Selon une source de l'industrie musicale[Laquelle ?], Victoria, Krystal, Amber et Luna sont en train de finaliser les derniers détails de l'enregistrement de leur album.
Le 11 septembre, un initié[Qui ?] a rapporté qu'elles seraient en train de filmer leur nouveau clip sur l'île de Jeju et a déclaré, "f(x) est allé à l'île de Jeju le 11 septembre au matin pour filmer leur nouveau clip en secret". Ce clip sera celui de leur piste principale de leur nouvel album qui sortira en début octobre.

### Sortie
Le 19 octobre, SMTOWN a créé un nouveau compte Instagram appelé "f(x) - 4 Walls", dont le lien a également été posté sur le Twitter officiel du groupe,. La SM annonce également qu'une exposition intitulée "f(x)'s 4 Wwalls’ an Exhibit" aura lieu du 21 au 16 octobre. Le retour du groupe est prévu pour le 27 octobre.
Les photos teasers de Victoria ont été exposées, le 21 octobre, celles de Luna, le 22 octobre, celles de Krystal, le 23 octobre, et celles Amber le 24 octobre, à travers l'exposition. Des photos individuelles de haute qualité ont été également postées sur le site officiel du groupe. Le 25 octobre, un teaser du MV et diverses photos de groupe ont été affichés sur le site officiel des F(x).  Le 26 octobre, des extraits des titres de l'album sont mis en ligne sur l'instagram officiel du groupe, et le MV complet de 4 Walls est posté sur le youtube officiel de la SM Entertainment. Le 27 octobre, le clip officiel de 4 Walls a plus de 1 978 673 de vues sur youtube,.
Le 22 octobre, la SM annonce que le groupe fera son comeback durant l’émission M!Countdown du 29 octobre puis continuera avec des prestations dans les autres émissions musicales de la semaine Music Bank et Music Core

## Liste des pistes
| No  | Titre                            | Auteur                                    | Producteur(s)                                                                                     | Durée |
| --- | -------------------------------- | ----------------------------------------- | ------------------------------------------------------------------------------------------------- | ----- |
| 1.  | 4 Walls                          | Lee Seu-ran (Jam Factory)                 | LDN Noise, Tay Jasper, Adrian McKinnon                                                            | 3.27  |
| 2.  | Glitter                          | Lee Seu-ran (Jam Factory)                 | Andreas Öberg, Maria Marcus                                                                       | 2.59  |
| 3.  | Deja Vu                          | Jo Yoon-kyung                             | Adam Kapit, Ryan S. Jhun, Nermin Harambasic, Kine J. Hansen, Lloyd Lawrence Lorenz, Camilla North | 3.40  |
| 4.  | X                                | Kim In-hyung & Shin Hye-sun (Jam Factory) | Nicolas Jack Scapa (10K Islands), Brian Robertson, Fransisca Hall, Anjulie Persaud, Ryan S. Jhun  | 3.23  |
| 5.  | Rude Love                        | 100%서정 (Jam Factory)                    | LDN Noise, Andrew Jackson, Katherine Daisy Syron-Russell                                          | 4.18  |
| 6.  | Diamond                          | Young-hu Kim                              | Jussi Karvinen, Taylor Parks, Ryan S. Jhun                                                        | 3.59  |
| 7.  | Traveler (feat. Zico de Block B) | JQ, Kim Jin-ju (makeumine works), Zico    | The Stereotypes                                                                                   | 3.38  |
| 8.  | Papi                             | Kenzie                                    | Kenzie, LDN Noise, Shaun, Ylva Dimberg                                                            | 3.05  |
| 9.  | Cash Me Out                      | Kenzie                                    | David Dawood, Mark Pellizzer, Makeba Riddick                                                      | 3.21  |
| 10. | When I'm Alone                   | Carly Rae Jepsen, Jo Yoon-kyung           | Bonnie McKee, Matt Radosevich, Steven Robson, Carly Rae Jepsen, Hwang-hyun (MonoTree)             | 3.23  |

## Classement

### Single charts

#### 4 Walls
| Classement (2015)                        | Meilleures positions | Ventes     |
| ---------------------------------------- | -------------------- | ---------- |
| South Korean Gaon Weekly Singles Chart   | TBA                  | - COR: TBA |
| South Korean Gaon Monthly Singles Chart  | TBA                  | - COR: TBA |
| South Korean Gaon Year-End Singles Chart | TBA                  | - COR: TBA |

## Sortie
| Pays  | Date            | Format                       | Label                      |
| ----- | --------------- | ---------------------------- | -------------------------- |
| Monde | 27 octobre 2015 | CD, téléchargement numérique | SM Entertainment, KT Music |